# Amphibulus eurystomatus
Amphibulus eurystomatus là một loài tò vò trong họ Ichneumonidae.